# Папус

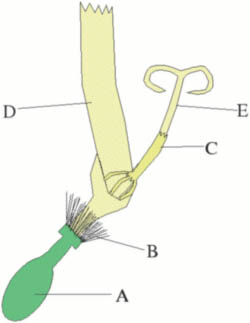
Побудова квітки
A Зав'язь
B Папус
C Тичинка
D Пелюстка
E Плодолисток

Па́пус (лат. pappus від дав.-гр. πάπποσς — «бородатий», «дід»), також чубчик, парашутик — змінена чашечка квітки, сукупність волосків (шипів, лусочок), що відходять від опліддя.
Папус за своїм положенням у квітці відповідає положенню чашечки, тому й вважається, що він є її модифікацією. Але є підстави для сумніву:
- у своєму індивідуальному розвитку (онтогенезу) папус виникає пізніше віночка, що нехарактерно для чашечки;
- коли папус має форму лусок, у них відсутні судинні пучки, які характерні для чашечки.

Більшість плодів родини Айстрових мають папуси.

Папуси у вигляді волосинок характерна відзнака плодів, які переносить вітер. Наприклад, сім'янка кульбаби. 

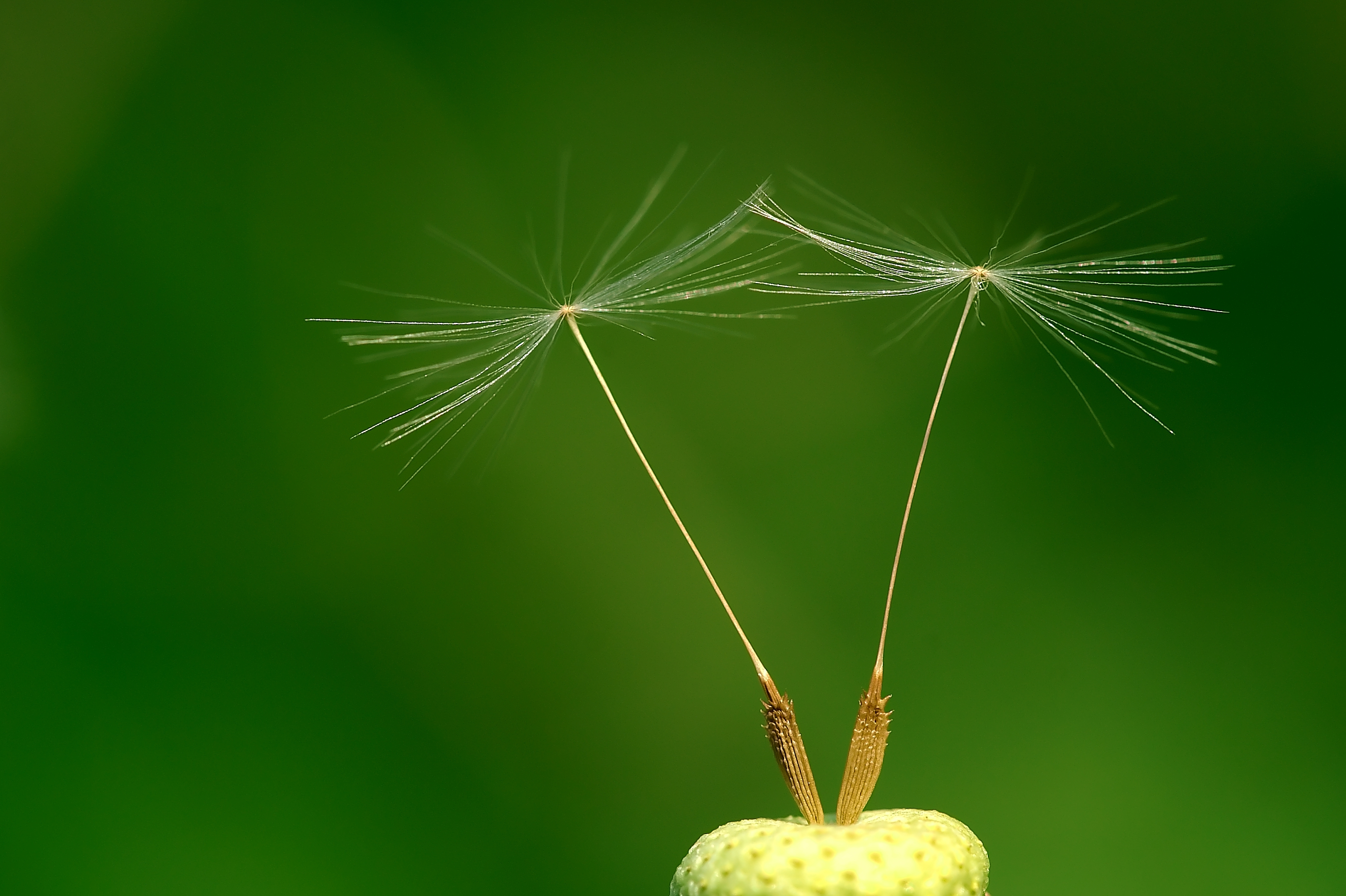
Сім'янка кульбаби

В інших видах рослин, папуси стають своєрідними гачками для причеплення сім'янок до шкіри тварин. Наприклад, папус плодів череди трироздільної має 2…3 щетинки із зазублинами.
У деяких видах квіткових рослин папус спростився та складається з плівчастих лусок, наприклад, у соняшника.